# Noorse voetbalbeker 2002
De Noorse voetbalbeker 2002 (Noors: Norgesmesterskapet i fotball 2002) was de 97ste editie van de strijd om de Noorse voetbalbeker. Het voetbaltoernooi begon op 23 mei met de eerste ronde en eindigde op zondag 3 november 2002 met de finale in het Ullevaal Stadion in Oslo. Het toernooi werd gewonnen door Vålerenga IF dat Odd Grenland in de eindstrijd met 1-0 versloeg door een treffer van Bjørn Arild Levernes en daarmee voor de derde keer het bekertoernooi op zijn naam schreef. De club stond onder leiding van speler-coach Kjetil Rekdal.

## Eerste ronde
| Team 1                   | Team 2                   | Uitslag                  |
| Duels gespeeld op 23 mei | Duels gespeeld op 23 mei | Duels gespeeld op 23 mei |
| ------------------------ | ------------------------ | ------------------------ |
| Ringsaker                | Hamarkameratene          | 0 – 8                    |
| Duels gespeeld op 28 mei |                          |                          |
| Borg Fotball             | Strømsgodset             | 1 – 2                    |
| Vindbjart                | Bryne                    | 1 – 3                    |
| Vardeneset               | Vard Haugesund           | 2 – 3                    |
| Narvik FK                | Vesterålen               | 6 – 2                    |
| Salangen                 | Alta                     | 1 – 5                    |
| Duels gespeeld op 29 mei |                          |                          |
| Sarpsborg                | Kvik Halden              | 4 – 3                    |
| Østsiden                 | Sprint/Jeløy             | 3 – 2                    |
| Mercantile               | Skeid                    | 2 – 3                    |
| Frigg Oslo               | Fredrikstad              | 1 – 5                    |
| Ullern                   | Moss                     | 0 – 5                    |
| Fossum (Bærum)           | Raufoss                  | 1 – 4                    |
| Romerike                 | Larvik Fotball           | 4 – 1                    |
| Fjellhamar               | Lørenskog                | 2 – 3                    |
| Ullensaker/Kisa          | Kjelsås                  | 0 – 2                    |
| Grue                     | Lillestrøm               | 0 – 4                    |
| Tynset                   | Kongsvinger              | 1 – 2                    |
| Elverum                  | Follo                    | 2 – 0                    |
| Gjøvik/Lyn               | Nybergsund               | 0 – 3                    |
| Vang                     | Vålerenga                | 2 – 7                    |
| Lom                      | Sogndal                  | 1 – 3                    |
| Grindvoll                | Bærum                    | 1 – 2                    |
| Jevnaker                 | FF Lillehammer           | 0 – 2                    |
| Hønefoss BK              | KFUM Oslo                | 8 – 0                    |
| Åssiden                  | Odd Grenland             | 0 – 9                    |
| Ørn-Horten               | Falk                     | 2 – 1                    |
| Eik-Tønsberg             | Pors Grenland            | 1 – 2                    |
| Notodden                 | Tollnes                  | 1 – 4                    |
| Langesund/Stathelle      | Mandalskameratene        | 0 – 6                    |
| Jerv                     | FK Tønsberg              | 1 – 0                    |
| FK Arendal               | Start                    | 1 – 3                    |
| Lyngdal                  | Vidar                    | 5 – 1                    |
| Hana                     | Haugesund                | 1 – 4                    |
| Torvastad                | Viking                   | 0 – 6                    |
| Vedavåg Karmøy           | Løv-Ham                  | 3 – 0                    |
| Klepp                    | Nord                     | 1 – 0                    |
| Åsane                    | Trane                    | 6 – 0                    |
| Arna-Bjørnar             | Fana                     | 0 – 5                    |
| Os                       | Nest-Sotra               | 0 – 2                    |
| Hovding                  | Fyllingen                | 2 – 1                    |
| Fjøra                    | Brann                    | 0 – 3                    |
| Tornado                  | Spjelkavik               | 2 – 3                    |
| Jotun                    | Førde                    | 5 – 2                    |
| Velledalen/Ringen        | Aalesund                 | 0 – 6                    |
| Skarbøvik                | Byåsen                   | 1 – 4                    |
| Langevåg                 | Eidsvold Turn            | 0 – 2                    |
| Gossen                   | Molde                    | 1 – 3                    |
| Træff                    | Clausenengen             | 3 – 3                    |
| Verdal                   | Melhus                   | 3 – 2                    |
| Kolstad                  | Strindheim               | 3 – 5                    |
| Levanger                 | Ranheim                  | 3 – 4                    |
| Mosjøen                  | Bodø/Glimt               | 2 – 11                   |
| Senja                    | Tromsdalen               | 0 – 4                    |
| Skånland/Omegn           | Rosenborg                | 0 – 15                   |
| Mo                       | Steinkjer                | 2 – 1                    |
| Lofoten                  | Harstad                  | 4 – 1                    |
| Skjervøy                 | Hammerfest FK            | 1 – 1                    |
| Skarp                    | Stålkameratene           | 5 – 2                    |
| Porsanger                | Tromsø                   | 1 – 7                    |
| Duels gespeeld op 30 mei |                          |                          |
| Sparta                   | Lyn                      | 0 – 5                    |
| Aurskog/Finstadbru       | Stabæk                   | 0 – 9                    |
| Oslo Øst                 | Fagerborg                | 5 – 0                    |
| Sandefjord Fotball       | Flint                    | 8 – 0                    |
| Hødd                     | Ørsta                    | 8 – 1                    |

## Tweede ronde
| Team 1                    | Team 2                    | Uitslag                   |
| Duels gespeeld op 12 juni | Duels gespeeld op 12 juni | Duels gespeeld op 12 juni |
| ------------------------- | ------------------------- | ------------------------- |
| Alta                      | Skarp                     | 5 – 4                     |
| Bodø/Glimt                | Narvik FK                 | 9 – 0                     |
| Brann                     | Hovding                   | 4 – 1                     |
| Bryne                     | Vedavåg Karmøy            | 7 – 0                     |
| Byåsen                    | Verdal                    | 1 – 0                     |
| Bærum                     | Ørn-Horten                | 2 – 1                     |
| Fana                      | Åsane                     | 4 – 2                     |
| FF Lillehammer            | Rosenborg                 | 1 – 3                     |
| Hammerfest FK             | Lyn                       | 0 – 9                     |
| Haugesund                 | Vard Haugesund            | 5 – 0                     |
| Jerv                      | Sandefjord Fotball        | 0 – 3                     |
| Kongsvinger               | Strømsgodset              | 0 – 4                     |
| Kjelsås                   | Start                     | 2 – 3                     |
| Lyngdal                   | Odd Grenland              | 1 – 4                     |
| Lørenskog                 | Romerike Fotball          | 4 – 2                     |
| Molde                     | Træff                     | 7 – 0                     |
| Nest-Sotra                | Aalesund                  | 0 – 2                     |
| Nybergsund                | Hamarkameratene           | 3 – 2                     |
| Pors Grenland             | Oslo Øst                  | 3 – 2                     |
| Ranheim                   | Stabæk                    | 3 – 6                     |
| Sarpsborg                 | Lillestrøm                | 1 – 4                     |
| Skeid                     | Elverum                   | 3 – 0                     |
| Sogndal                   | Jotun                     | 4 – 0                     |
| Spjelkavik                | Hødd                      | 1 – 6                     |
| Strindheim                | Raufoss                   | 2 – 3                     |
| Tollnes                   | Mandalskameratene         | 0 – 2                     |
| Tromsdalen                | Mo                        | 2 – 0                     |
| Tromsø                    | Lofoten                   | 3 – 2                     |
| Viking                    | Klepp                     | 3 – 0                     |
| Duels gespeeld op 13 juni |                           |                           |
| Fredrikstad               | Hønefoss BK               | 3 – 1                     |
| Moss                      | Østsiden                  | 6 – 0                     |
| Duel gespeeld op 19 juni  |                           |                           |
| Eidsvold Turn             | Vålerenga                 | 0 – 5                     |

## Derde ronde
| Team 1                    | Team 2                    | Uitslag                   |
| Duels gespeeld op 26 juni | Duels gespeeld op 26 juni | Duels gespeeld op 26 juni |
| ------------------------- | ------------------------- | ------------------------- |
| Lillestrøm                | Skeid                     | 0 – 1                     |
| Vålerenga                 | Lørenskog                 | 5 – 0                     |
| Stabæk                    | Nybergsund                | 3 – 0                     |
| Raufoss                   | Bryne                     | 2 – 2                     |
| Strømsgodset              | Fredrikstad               | 1 – 0                     |
| Sandefjord Fotball        | Moss                      | 0 – 1                     |
| Odd Grenland              | Bærum                     | 2 – 0                     |
| Start                     | Haugesund                 | 1 – 0                     |
| Aalesund                  | Sogndal                   | 5 – 0                     |
| Hødd                      | Molde                     | 1 – 0                     |
| Tromsø                    | Tromsdalen                | 2 – 0                     |
| Alta                      | Bodø/Glimt                | 1 – 6                     |
| Duels gespeeld op 27 juni |                           |                           |
| Lyn                       | Pors Grenland             | 3 – 2                     |
| Mandalskameratene         | Viking                    | 0 – 2                     |
| Fana                      | Brann                     | 0 – 2                     |
| Rosenborg                 | Byåsen                    | 4 – 0                     |

## Vierde ronde
| Team 1                       | Team 2                       | Uitslag                      |
| Duels gespeeld op 7 augustus | Duels gespeeld op 7 augustus | Duels gespeeld op 7 augustus |
| ---------------------------- | ---------------------------- | ---------------------------- |
| Bodø/Glimt                   | Tromsø                       | 1 – 5                        |
| Bryne                        | Lyn                          | 1 – 2                        |
| Odd Grenland                 | Start                        | 4 – 1                        |
| Skeid                        | Stabæk                       | 1 – 5                        |
| Viking                       | Rosenborg                    | 2 – 0                        |
| Duels gespeeld op 8 augustus |                              |                              |
| Brann                        | Aalesund                     | 1 – 1                        |
| Moss                         | Vålerenga                    | 2 – 2                        |
| Strømsgodset                 | Hødd                         | 2 – 1                        |

## Kwartfinale
| Team 1                         | Team 2                        | Uitslag                       |
| Duels gespeeld op 28 augustus  | Duels gespeeld op 28 augustus | Duels gespeeld op 28 augustus |
| ------------------------------ | ----------------------------- | ----------------------------- |
| Odd Grenland                   | Strømsgodset                  | 4 – 3                         |
| Aalesund                       | Tromsø                        | 2 – 0                         |
| Duel gespeeld op 29 augustus   |                               |                               |
| Vålerenga                      | Viking                        | 3 – 1                         |
| Duels gespeeld op 11 september |                               |                               |
| Lyn                            | Stabæk                        | 2 – 2                         |

## Halve finale
| Team 1                        | Team 2                        | Uitslag                       |
| Duel gespeeld op 21 september | Duel gespeeld op 21 september | Duel gespeeld op 21 september |
| ----------------------------- | ----------------------------- | ----------------------------- |
| Vålerenga                     | Aalesund                      | 2 – 0                         |
| Duel gespeeld op 22 september |                               |                               |
| Stabæk                        | Odd Grenland                  | 0 – 2                         |

## Finale
| 3 november 2002 – Ullevaal Stadion, Oslo 25.481 toeschouwers Scheidsrechter: Tommy Skjerven                                                                                           |               | |
| Vålerenga IF | 1 – 0         | Odd Grenland |
| Bjørn Arild Levernes 5' | goals         | |
| Kjetil Rekdal | Trainer-coach | Arne Sandstø |
| Øyvind Bolthof Freddy dos Santos Erik Hagen Knut Henry Haraldsen Tom Henning Hovi David Hanssen Johan Arneng Kjetil Rekdal Pa-Modou Kah 49' Bjørn Arild Levernes 75' Tobias Grahn 90' | opstellingen  | Erik Holtan Alexander Aas Ronny Deila Jan Frode Nornes Anders Rambekk Morten Fevang 75' Bent Inge Johnsen 68' Christian Flindt Bjerg Edwin van Ankeren 71' Martin Wiik Jan Gunnar Solli |
| Ronny Døhli 49' Thomas Holm 75' Kristen Viikmäe 90' Morten Bakke Stian Ohr Knut Hovel Heiaas Petter Belsvik Jonas Krogstad                                                            | wissels       | 68' Espen Hoff 71' Sveinung Fjeldstad 75' Brede Bomhoff Lars Lien Michele Di Piedi Rune Jarstein Jan Tore Amundsen                                                                      |
| Tom Henning Hovi 44' Tobias Grahn 73' | gele kaarten  | 41' Christian Flindt Bjerg 37' André Hanssen |

## Winnende formatie
- Vålerenga IF

Øyvind Bolthof, Freddy dos Santos, Knut Henry Haraldsen, Erik Hagen, Tom Henning Hovi, Pa-Modou Kah, Bjørn Arild Levernes, David Hanssen, Tobias Grahn, Johan Arneng, Ronny Döhli, Thomas Holm, Kristen Vikmäe, Petter Belsvik, Morten Bakke, Knut Hovel Heiaas, Jonas Krogstad en Stian Ohr. Speler-coach: Kjetil Rekdal.